# Hotanj
Hotanj är en ort i Bosnien och Hercegovina.   Den ligger i entiteten Federationen Bosnien och Hercegovina, i den södra delen av landet, 100 km sydväst om huvudstaden Sarajevo. Hotanj ligger 113 meter över havet och antalet invånare är 462.
Terrängen runt Hotanj är huvudsakligen kuperad, men åt nordost är den platt. Terrängen runt Hotanj sluttar söderut. Närmaste större samhälle är Ljubuški, 19,1 km nordväst om Hotanj. 
Runt Hotanj är det ganska tätbefolkat, med 93 invånare per kvadratkilometer.